# Dortmunder Niere

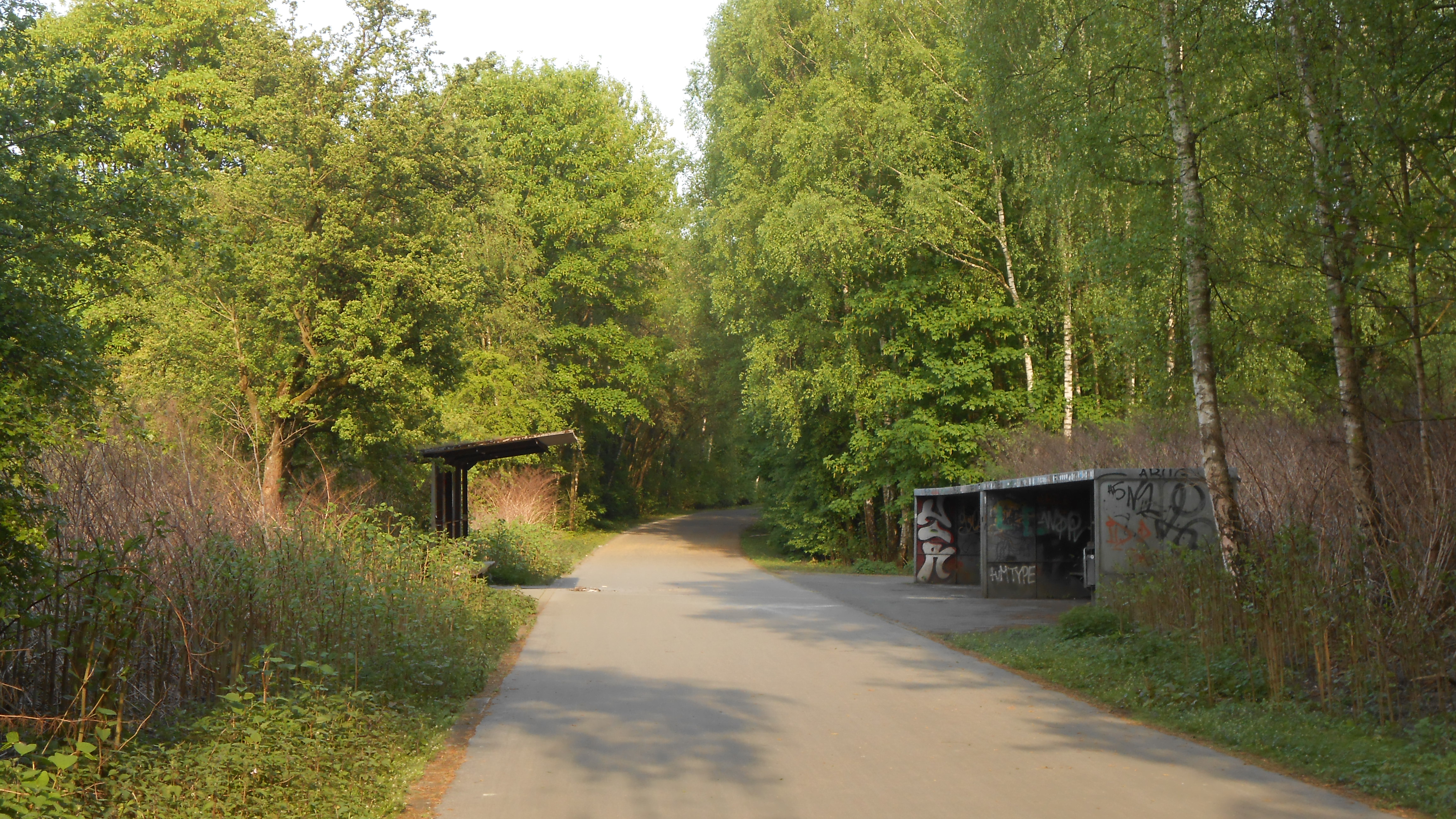
Blick in die „Dortmunder Niere“

Die Dortmunder Niere ist eine Radsport-Trainingsstrecke in Dortmund. Den Namen „Niere“ bekam sie aufgrund der Ähnlichkeit der Streckenführung mit dem Umriss einer menschlichen Niere.
Die Radsport-Trainingsstrecke besteht aus einem 798 Meter langen asphaltierten Rundkurs und wurde ca. 1980 auf Initiative des damaligen Dortmunder Sportdezernenten Erich Rüttel auf einer Brachfläche nahe dem Westfalenpark zwischen der Bahnlinie an der Buschmühle und der Emscher angelegt. Der Bau der Anlage kostete ca. 270.000 DM. Sie wird von den Sport- und Freizeitbetrieben der Stadt unterhalten und heute von vielen Radsportvereinen und Hobby-Radsportlern genutzt.